# Abbeymahon Abbey
Abbeymahon Abbey (irisch Mainistir Ó mBamhna oder Mainistir Ó mBána, Mahon, Maure; Fons vivus) ist eine ehemalige Zisterziensermönchsabtei im County Cork in der heutigen Republik Irland. Das ehemalige Kloster lag rund 2 km ostsüdöstlich von Timoleague und gut 20 km südwestlich von Kinsale, nicht weit von der Südküste der Insel, an der Mündung des Argideen River.

## Geschichte
Das Kloster wurde 1172 von Diarmait Mac Cormac Mac Carthaig, dem König von Desmond, als Tochterkloster von Baltinglass Abbey in Aghamanister gegründet und gehörte damit der Filiation der Primarabtei Kloster Clairvaux an. Knapp ein Jahrhundert später wurde es nach Abbeymaure verlegt. 1278 wurde Diarmait MacCarthaig in dem neuen Kloster beigesetzt. Im 13. Jahrhundert wurden die Äbte des relativ armen Klosters wegen Nichtteilnahme am Generalkapitel des Ordens mehrmals getadelt. Zur Zeit der Klosterauflösung (1541 oder 1544) ergab sich, dass die Abteikirche als Pfarrkirche und die anderen Klostergebäude landwirtschaftlich genutzt wurden. 1568 wurde das Klostergut an den Viscount Barrymore überlassen und 1584 auf Nicholas Walsh, den Richter von Munster, übertragen.

## Bauten und Anlage
Erhalten sind der Ostteil der Kirche und Reste des Turms.